# Ger Mik
Ger Mik (11 juli 1946) is een Nederlands politicus van de PvdA.
Na de hbs studeerde hij tot 1971 geografie aan de Rijksuniversiteit Utrecht. Hierna was hij tot 1990 werkzaam bij het Economisch Geografisch Instituut van de Erasmus Universiteit Rotterdam in welke periode hij meerdere boeken schreef. In 1987 promoveerde Mik op zijn dissertatie "Segregatie in het grootstedelijk milieu: Theorie en Rotterdamse werkelijkheid"
Hiernaast was hij ook politiek actief. In 1982 werd hij namens de PvdA gekozen in de gemeenteraad van Utrecht en van 1986 tot 1990 was hij daar fractievoorzitter. Van 1990 tot 2000 was Mik wethouder in Utrecht en in 2001 werd hij benoemd tot waarnemend burgemeester van Oss. Een jaar later werd hij waarnemend burgemeester van Maarssen en van 2003 tot 2007 was hij gedeputeerde in de provincie Utrecht met in zijn portefeuille onder andere Verkeer en Vervoer. Hierna werd hij opnieuw waarnemend burgemeester en wel in Breukelen. Op 1 januari 2011 ging die gemeente op in de nieuwe gemeente Stichtse Vecht waarmee zijn functie kwam te vervallen.
Van september 2012 tot 28 november 2013 was hij waarnemend burgemeester van Soest.
- International Standard Name Identifier: 0000 0003 8557 2173
- Library of Congress Control Number: n87948964
- Nederlandse Thesaurus van Auteursnamen: 070897271
- Système universitaire de documentation: 069906769
- Virtual International Authority File: 242463503
- WorldCat: E39PBJqQxTRPT4H9vKWmPG89jC